# Anna Rudolf
Anna Rudolf (Miskolc, 12 de noviembre de 1987) es una ajedrecista húngara que tiene los títulos de Gran Maestra Femenina, Maestra Internacional y Maestra Internacional Femenina.

## Biografía
Rudolf pasó su infancia en Bátaszék, una pequeña ciudad en el sur de Hungría. Comenzó a jugar al ajedrez junto con su hermana Kata a la edad de cuatro años.
Desde muy joven, mantuvo una posición como una de las mejores jugadoras de Hungría. Sus logros incluyen ganar el Campeonato Europeo Juvenil de Ajedrez Rápido y el Campeonato Femenino de Hungría en 2008, 2010 y 2011.  Representó a Hungría en las Olimpiadas de Ajedrez de 2008 a 2012.
Rudolf logró sus normas de Maestro Internacional y Gran Maestra Femenina en el abierto de Vandœuvre-lès-Nancy de 2007, en 2010 en el torneo de Szentgotthárd y en julio de 2014 en el festival de ajedrez de Biel/Bienne, por lo cual en 2015 recibió el título de maestra internacional.
Su Elo más alto fue de 2393 en julio de 2010, aunque alcanzó los 2400 para la norma de MI en el IV Open Internacional Hotel Avenida de Canarias 2010.
Estudió ruso e inglés en la Universidad de Pécs; luego, en 2010, se mudó a Madrid, donde compaginó la enseñanza del ajedrez con los torneos.
Rudolf no ha jugado ajedrez competitivo de alto nivel desde 2017, sin embargo, en su canal de Twitch y Youtube sigue desempeñando el deporte desde un lado casual y lúdico, con el fin de enseñar, comentar y analizar al mismo.

## Competiciones por equipos

### Equipo nacional
Anna Rudolf participó en las Olimpíadas de Ajedrez en 2008, 2010 y 2012 con la selección nacional femenina de Hungría. Formó parte de la selección húngara en los Campeonatos de Europa por equipos femeninos en 2009, 2011, 2013 y 2015.

### Clubes
En la NB I. Szabó László csoport, la clase más alta del campeonato por equipos húngaro, jugó en el Községi Sportegyesület Decs de 2007 a 2012, y en la Bundesliga femenina alemana Anna Rudolf juega para las Rodewischer Schachmiezen desde 2009. En la British Four Nations Chess League jugó para los Slough Sharks de 2005 a 2008, en Francia Rudolf juega para el Club de Vandœuvre-Echecs, con el que ganó el campeonato de Francia por equipos femeninos en 2012 y participó en la Copa de Europa femenina de clubes en 2009. En el campeonato por equipos de Luxemburgo jugó en la temporada 2008/09 para el segundo equipo de Le Cavalier Differdange. En la División de Honor española, Anna Rudolf jugó en 2013 para Ajedrez con Cabeza - VTI Atocha y en 2016 y 2017 para el club Ajedrez Jaime Casas.

## Controversia del lápiz de labios
Rudolf causó sensación, cuando en ese momento tenía un Elo de 2293, en el abierto de Vandœuvre-lès-Nancy en diciembre de 2007. Allí derrotó al favorito del torneo Christian Bauer, terminó novena con seis puntos en nueve rondas y alcanzó una norma de maestra internacional. Después de sus éxitos en las primeras rondas del torneo, tres jugadores la acusaron de hacer trampa: Oleg Krivonosov, Vladimir Lazarev e Ilmārs Starostīts. Estos sospechaban que sus jugadas eran transmitidas a través de un dispositivo que se hacía pasar por un lápiz labial, pero que era en realidad un transmisor-receptor camuflado. No proporcionaron ninguna evidencia de esto, pero Rudolf estuvo bajo mayor observación por parte de los árbitros en las rondas restantes. En la última ronda, Rudolf tuvo que jugar contra Starostīts, que se negó a darle el apretón de manos habitual. Después del torneo, la Federación Húngara de Ajedrez protestó contra el "comportamiento poco ético" de los tres jugadores y solicitó un examen por parte del comité de ética de la FIDE.

## Partidas notables
|       |       |       |       |       |       |       |       |    |  |
|       | a8 rd | b8    | c8    | d8    | e8    | f8    | g8 kd | h8 |  |
| a7    | b7    | c7    | d7    | e7    | f7 pd | g7 pd | h7    |    |  |
| a6    | b6    | c6 pd | d6    | e6    | f6    | g6    | h6 pd |    |  |
| a5    | b5 pd | c5 pl | d5 nd | e5    | f5 nl | g5    | h5    |    |  |
| a4    | b4    | c4    | d4    | e4 nd | f4    | g4    | h4    |    |  |
| a3 pl | b3    | c3    | d3    | e3    | f3    | g3    | h3 pl |    |  |
| a2    | b2    | c2    | d2    | e2    | f2 pl | g2 kl | h2    |    |  |
| a1    | b1    | c1 bl | d1 rl | e1    | f1    | g1    | h1    |    |  |
|       |       |       |       |       |       |       |       |    |  |

|       |       |       |       |       |       |       |       |    |  |
|       | a8    | b8    | c8    | d8    | e8 rd | f8    | g8    | h8 |  |
| a7    | b7    | c7 pd | d7 nd | e7    | f7 pd | g7 pd | h7 kd |    |  |
| a6    | b6    | c6    | d6 pd | e6    | f6    | g6    | h6    |    |  |
| a5 rd | b5    | c5 qd | d5    | e5    | f5    | g5    | h5 pl |    |  |
| a4 pd | b4 pd | c4 bd | d4 nl | e4 pl | f4 ql | g4    | h4    |    |  |
| a3    | b3    | c3    | d3    | e3    | f3 pl | g3    | h3    |    |  |
| a2 pl | b2 pl | c2 pl | d2    | e2    | f2    | g2    | h2    |    |  |
| a1    | b1 kl | c1 nl | d1 rl | e1    | f1    | g1    | h1 rl |    |  |
|       |       |       |       |       |       |       |       |    |  |

Christian Bauer vs Anna Rudolf, abierto de Vandœuvre-lès-Nancy (2007); Apertura Polaca, ataque Bugayev (ECO A00)
1.b4 e5 2.a3 d5 3.Ab2 Cd7 4.e3 Ad6 5.c4 dxc4 6.Axc4 Cgf6 7.Cf3 0-0 8.Dc2 b6 9.d3 Ab7 10.Cbd2 a6 11.0-0 b5 12.Ab3 Tc8 13.d4 exd4 14.exd4 Ad5 15.Axd5 Cxd5 16.Ce4 C7b6 17.Tad1 c6 18.Cc5 Ta8 19.Tfe1 Dc7 20.g3 h6 21.Ch4 Tfd8 22.Ac1 Af8 23.Cf5 a5 24.bxa5 Txa5 25.De2 Taa8 26.Dg4 Rh8 27.Dh4 Te8 28.Rg2 Dd8 29.Txe8 Dxe8 30.Dg4 Cf6 31.Df3 Cbd5 32.g4 Axc5 33.dxc5 De4 34.h3 Rg8 35.Dxe4 Cxe4 (diagrama) 36.Ab2 f6 37.Cd4 Cxc5 38.Cxc6 Cf4+ 39.Rf3 Cfd3 40.Ad4 Txa3 41.Ae3 b4 42.Tb1 b3 43.Cb4 b2 44.Cc2 Tc3 45.Cd4 Rf7 46.Re2 Ca4 47.Rd1 Tc4 48.Ce2 Re6 49.Rd2 Cb4 50.Rd1 Rd5 51.f3 Ca2 52.Ad2 Tc7 53.h4 Rc4 54.Rc2 Cb4+ 55.Rd1 Rb3 56.Cc1+ Txc1+ 57.Txc1 bxc1=D+ 58.Rxc1 Cc3 59.Ae3 Ccd5 60.Ad2 Rc4 61.g5 hxg5 62.hxg5 f5 63.Rd1 Rd3 64.Ac1 Cc2 65.Ab2 g6 0-1
Anna Rudolf vs. Alina Kashlinskaya, Gyorgy Marx Memorial IX (femenino) (2011); Apertura Escocesa, variante Potter (ECO C45)
1.e4 e5 2.Cf3 Cc6 3.d4 exd4 4.Cxd4 Ac5 5.Cb3 Ab6 6.Cc3 Cf6 7.De2 0-0 8.Ae3 Te8 9.f3 d6 10.0-0-0 Ae6 11.Rb1 Ce5 12.Dd2 Cc4 13.Axc4 Axc4 14.g4 Cd7 15.g5 Db8 16.h4 Axe3 17.Dxe3 b5 18.h5 b4 19.Ce2 Db6 20.Ced4 a5 21.g6 a4 22.Cc1 Ta5 23.gxh7+ Rxh7 24.Df4 Dc5 (diagrama) 25.b3 axb3 26.cxb3 Tb8 27.bxc4 b3 28.Cdxb3 Da3 29.h6 Ce5 30.hxg7+ 0-1 
Referencias
1. ↑  «Nota biográfica de Anna Rudolf». Federación Internacional de Ajedrez (en inglés). Consultado el 1 de enero de 2022.
2. ↑  FIDE News: Anna Rudolf wins the Hungarian Women Chess Championship
3. ↑  «Título de WGM de Anna Rudolf en la FIDE» (en inglés).
4. ↑  «Título de MI de Anna Rudolf en la FIDE» (en inglés).
5. ↑  «Elo de Anna Rudolf (2010)».
6. ↑  «Anna Rudolf en Olimpiadas femeninas de ajedrez».
7. ↑  Anna Rudolfs Ergebnisse bei Mannschaftseuropameisterschaften der Frauen auf olimpbase.org (englisch)
8. ↑  Anna Rudolfs Ergebnisse bei European Club Cups der Frauen auf olimpbase.org (englisch)
9. ↑  Marie Boyarchenko: Vandoeuvre Open
10. ↑  Ugly story at Vandoeuvre Open
11. ↑  «Interview mit Anna Rudolf». Archivado desde el original el 3 de diciembre de 2016. Consultado el 5 de julio de 2015.
12. ↑  «Hungarian Chess Federation letter about Anna Rudolf’s case».
13. ↑  https://www.chessgames.com/perl/chessgame?gid=1950657
14. ↑  https://www.chessgames.com/perl/chessgame?gid=1625850&comp=1